# Fritz Gögel
Fritz Gögel (* 5. August 1905 in Meiningen; † 12. August 1981 in Einhausen) war ein deutscher Steinbildhauer.
Zu seinen bekanntesten Arbeiten zählen die Mädchenfigur an der Molkerei in Obermaßfeld (um 1935), die Figur einer Badenden im Schwimmbad in Meiningen (1970), die Figuren des Heinrichsbrunnens in Meiningen (1968) und des Vitusbrunnens in Vacha (1979), sowie die Figur eines Wasserträgers am Dorfbrunnen in Einhausen (1981).
Die Originalfiguren des Heinrichsbrunnens (1872) und des Vitusbrunnens (1613) waren stark beschädigt und wurden von ihm anhand der historischen Vorlagen und im Stil der jeweiligen Zeit neu geschaffen.

## Werke (Auswahl)
- Mädchenfigur (um 1935)
- Figur Heinrichsbrunnen (1968)
- Figur Badende (1970)
- Figur Vitusbrunnen (1979)
- Figur eines Wasserträgers (1981)

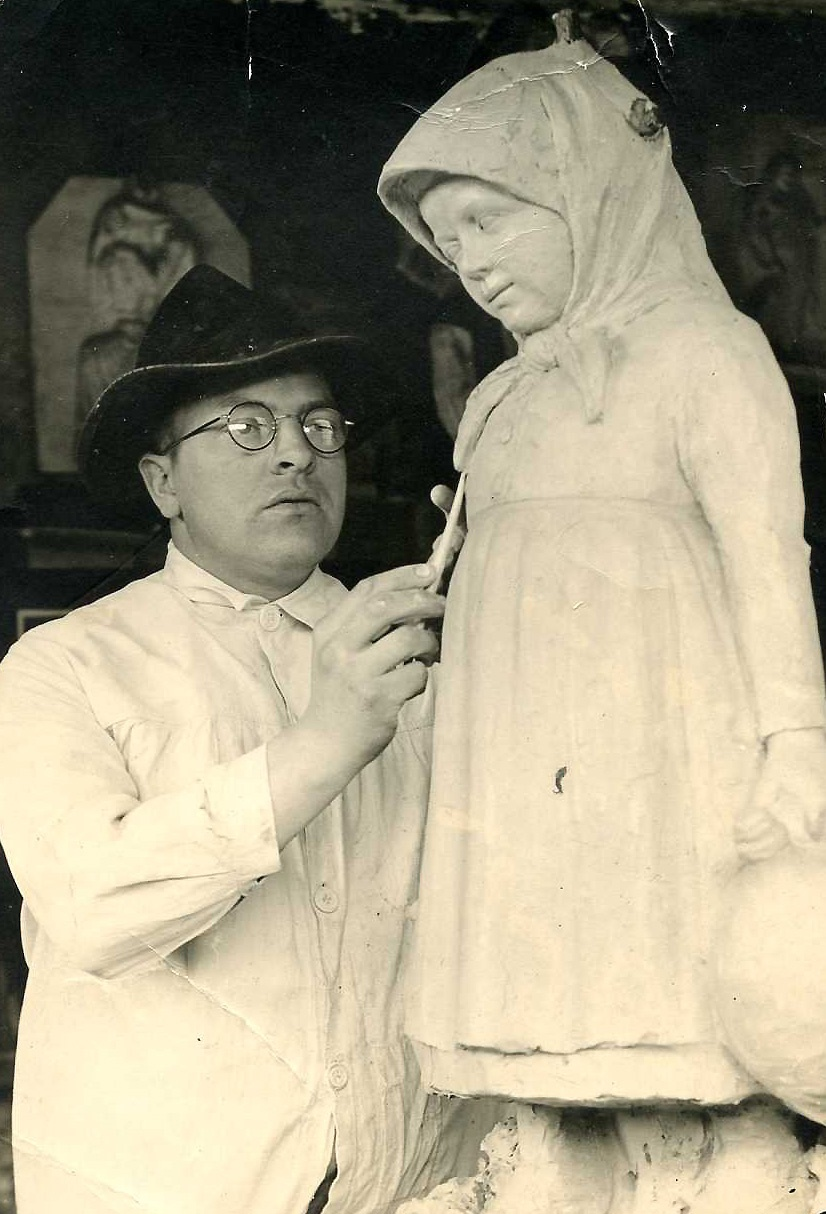
Mädchen (um 1935)
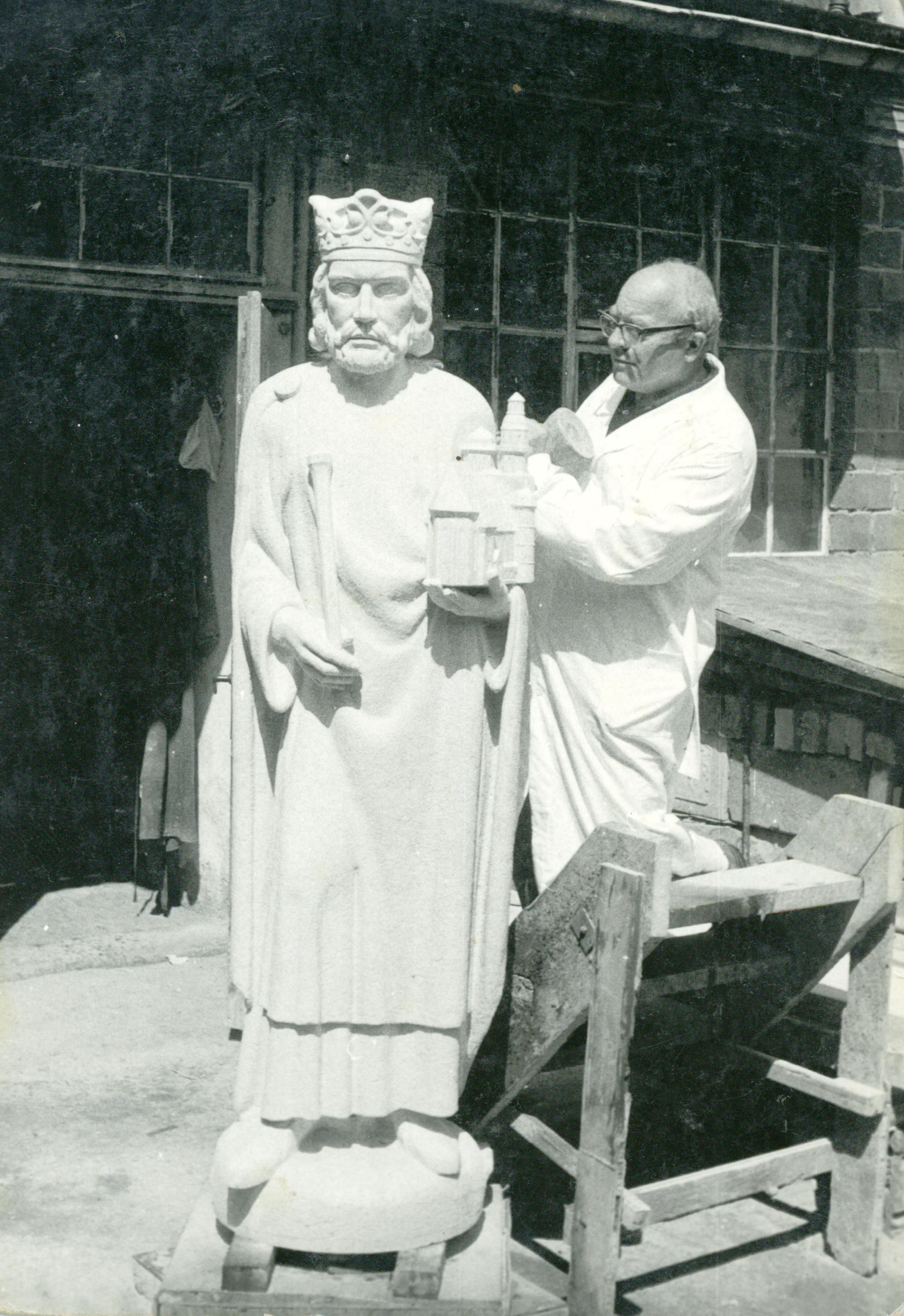
Kaiser Heinrich II. (1968)
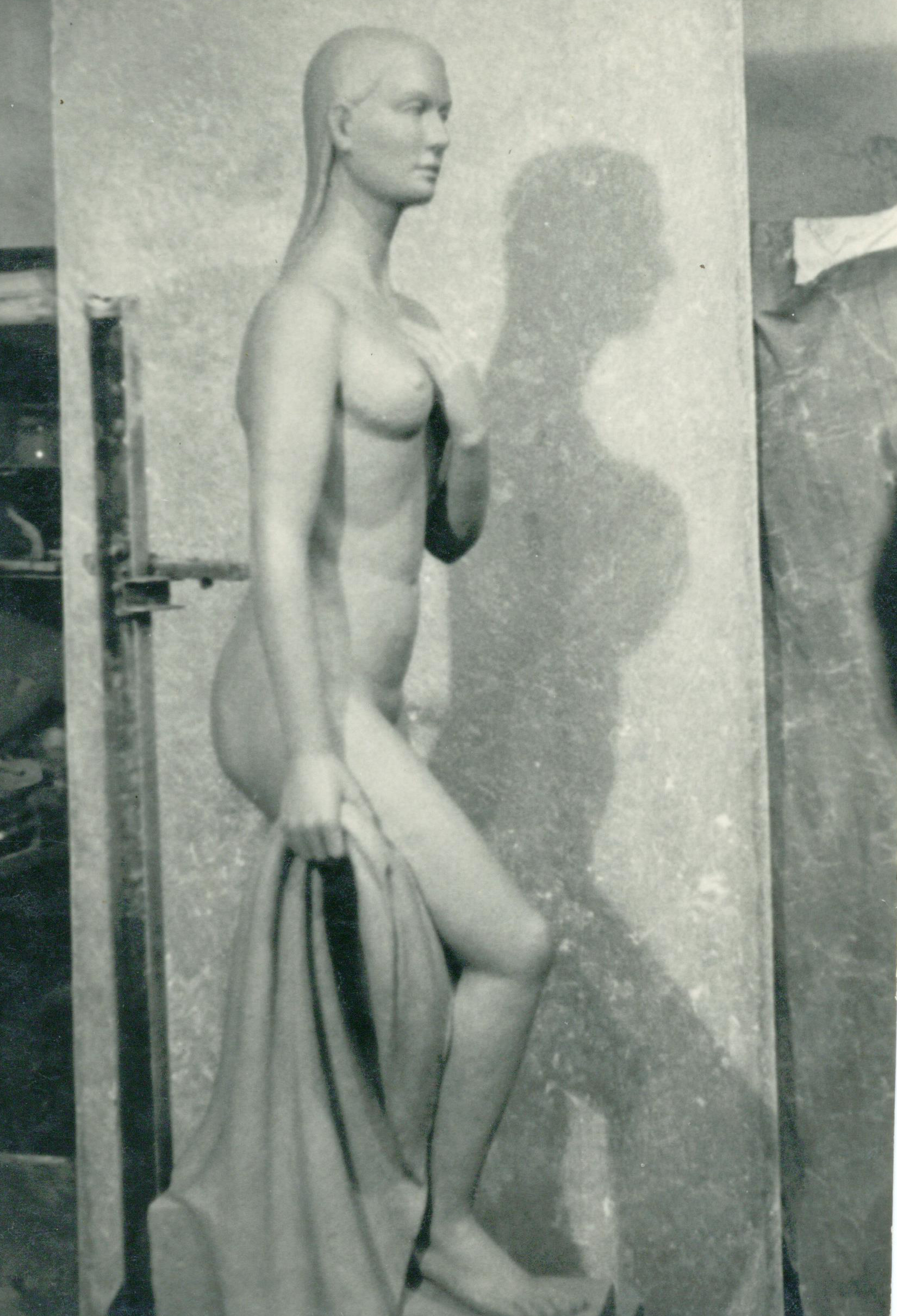
Badende(1970)
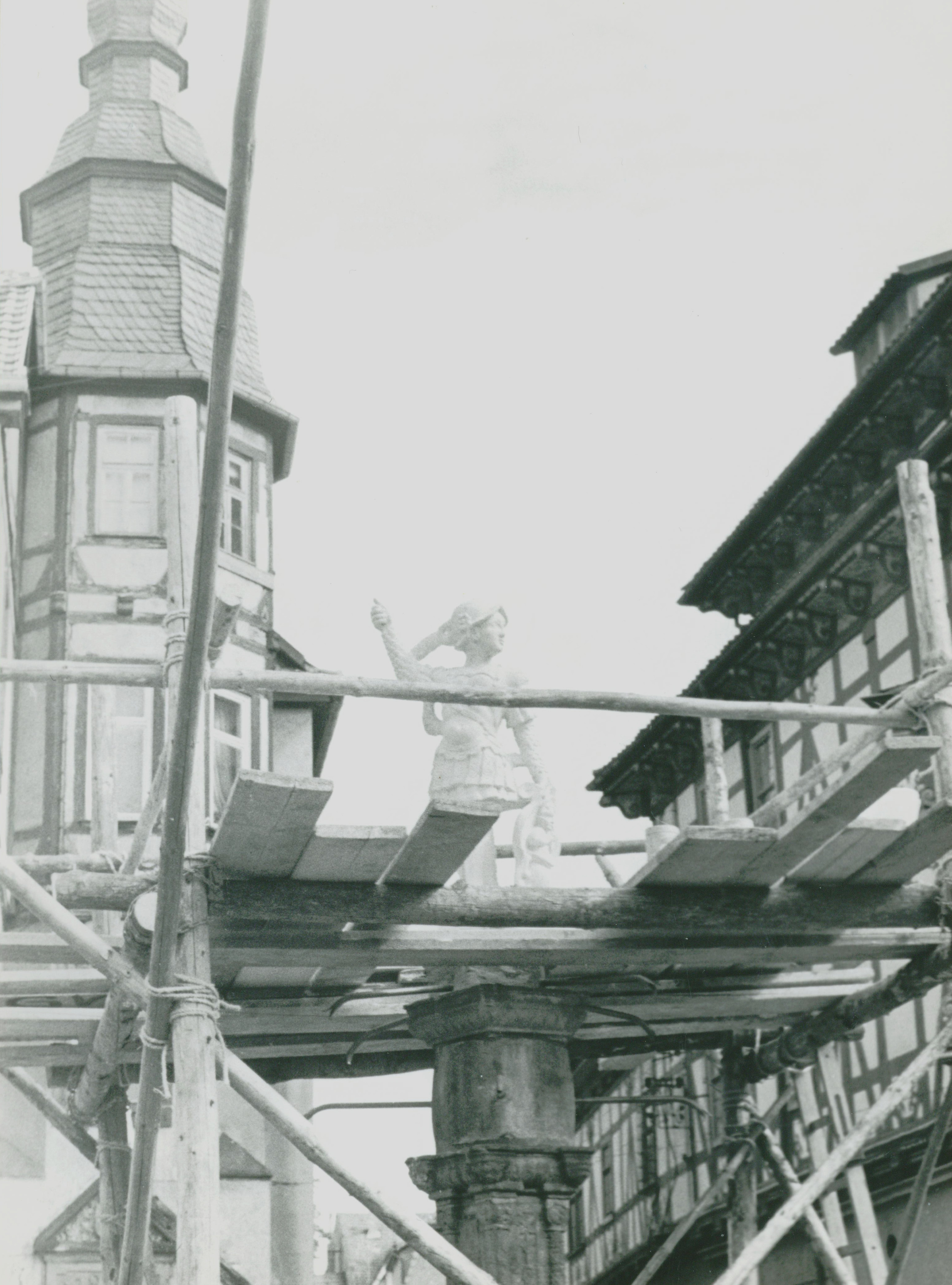
Restaurierung Vitusbrunnen (1979)
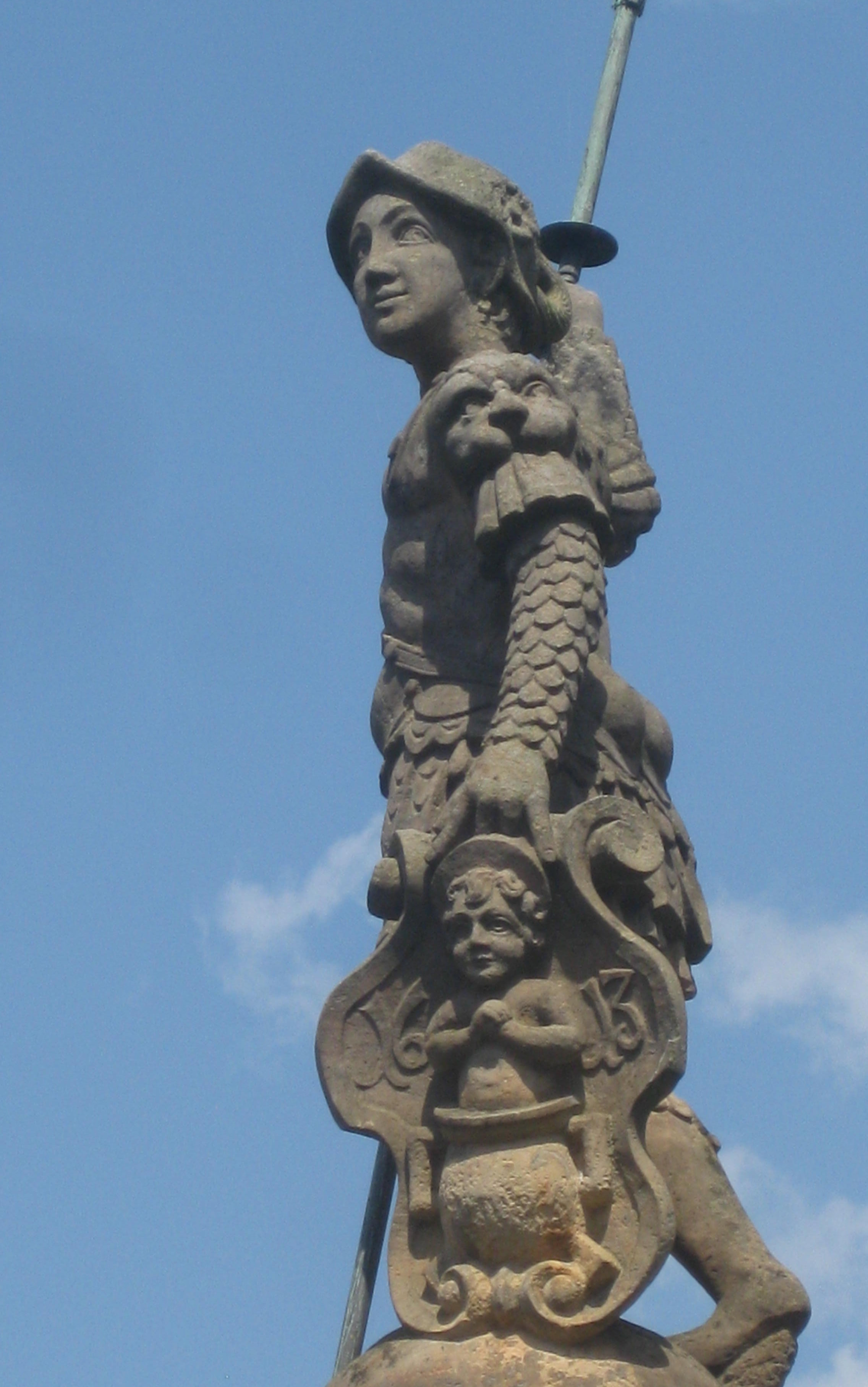
Vitus (2014)
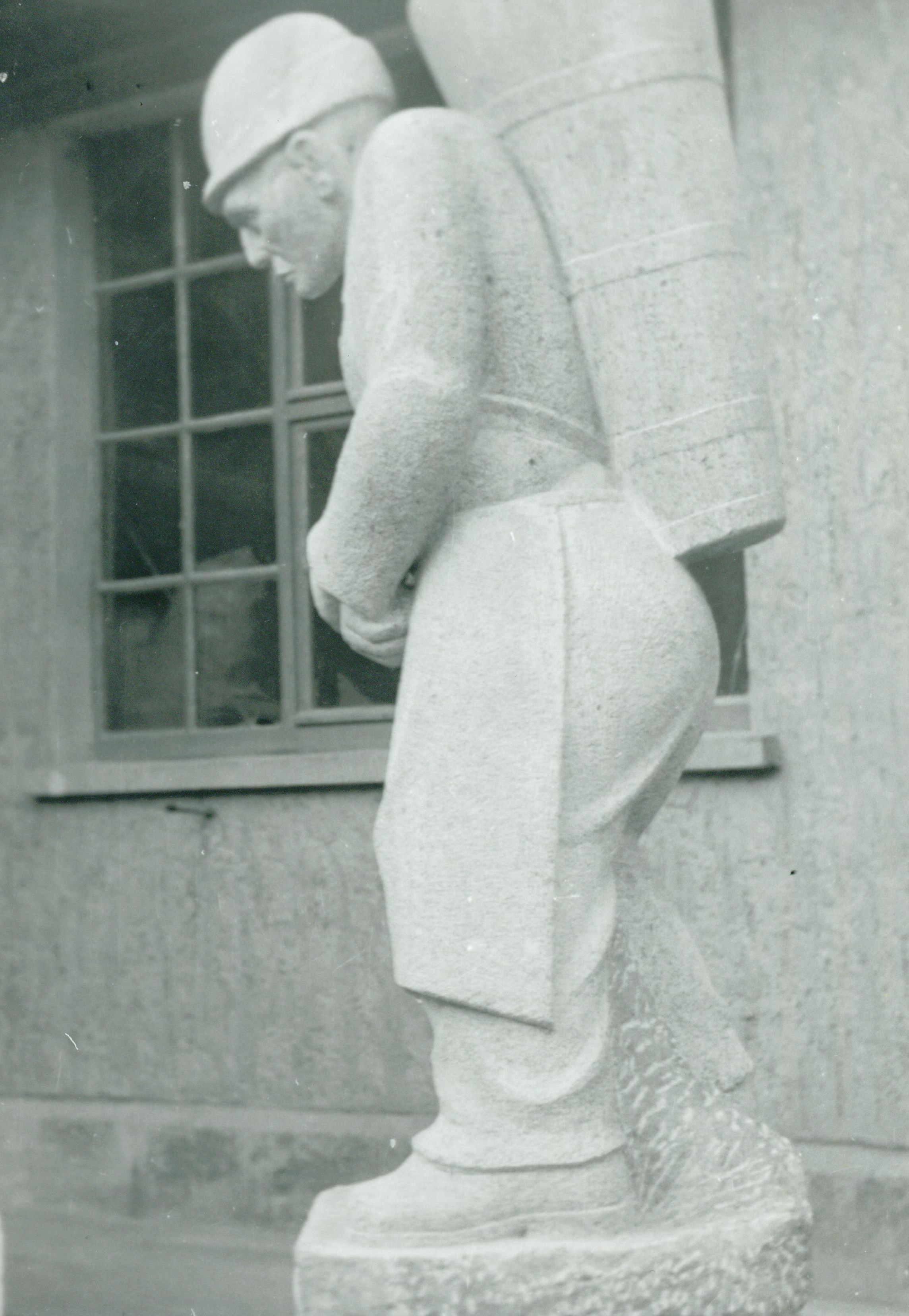
Wasserträger (1981)